# Дифузний спазм стравоходу
Дифузний спазм стравоходу (езофагоспазм) — захворювання, що належить до дискінезії стравоходу, при якому періодично виникають некоординовані спастичні скорочення гладкої мускулатури стравоходу при збереженні нормального тонусу нижнього стравохідного сфінктера і його рефлекторного розкриття під час ковтання.

## Етіологія
Етіологія дифузного спазму стравоходу невідома.
Залежно від механізмів порушення рухової активності стравоходу розрізняють два варіанти езофагоспазма:
- Первинний (ідіопатичний) езофагоспазм — органічні зміни нервової системи, при яких уражаються міжм'язові нервові сплетення, що беруть участь в регуляції рухової активності стравоходу.
- Вторинний (рефлекторний) езофагоспазм — обумовлений вегето-вісцеральними рефлексами, супроводжує такі захворювання, як, ГЕРХ, езофагіти різної етіології, грижа стравохідного отвору діафрагми, виразкова хвороба шлунка, виразкова хвороба дванадцятипалої кишки, жовчнокам'яна хвороба, при яких відбувається ураження слизової стравоходу. Вторинний езофагоспазм може розвиватися на тлі деяких захворювань сполучної тканини, діабетичної нейропатії, а також при виражених психоемоційних стресах.

## Клінічна картина
Основні прояви дифузного спазму стравоходу — це болі в грудній клітці і дисфагія.
- Болі в грудній клітці виникають на тлі спастичного скорочення гладкої мускулатури. Вони можуть виникати як спонтанно, у спокої (поза прийманням їжі), так і при ковтанні їжі або слини. Але в обох випадках болі посилюються на тлі емоційного стресу.

Болі локалізуються за грудиною або в міжлопатковому просторі. Іррадіюють в спину, шию, вуха, нижню щелепу або верхні кінцівки і з'являються під час проходження їжі по стравоходу. Тривалість болів може варіюватися від декількох секунд до декількох хвилин, потім вони проходять, нерідко самостійно.
Але в деяких випадках больовий синдром може зберігатися протягом 30-60 хвилин. Болі можуть бути гострими інтенсивними або тупими несильними (відчуття «кола», «грудки» за грудиною).
У разі, коли болі виникають поза вживанням їжі та локалізуються за грудиною, їх слід диференціювати від нападів стенокардії, закидання агресивного вмісту шлунка в стравохід, нервовоспастичного спазму стравоходу тощо.
- Дисфагія виникає при вживанні як рідкої, так і твердої їжі. Нерідко дисфагія має парадоксальний характер і проявляється тільки при ковтанні рідкої їжі.

Дисфагія часто має не постійний характер, і не всякий больовий напад супроводжується появою дисфагії.

## Діагностика
- Рентгеноскопічне дослідження.

При рентгенодіагностиці можна виявити деформацію стравоходу у вигляді «чоток», «штопора», псевдодівертикулів, а також оцінити перистальтику стравоходу. Як правило, при дифузному спазмі стравоходу вона нерівномірна і нерегулярна.
- ФЕГДС зазвичай утруднена через сильні загрудинні болі під час дослідження.
- Езофагоманометрія (манометрія стравоходу).

При проведенні манометрії стравоходу виявляються спастичні скорочення стінок стравоходу у вигляді хвиль різної форми і амплітуди, епізоди нормальної перистальтики, що дозволяють диференціювати езофагоспазм від ахалазії, рефлекторне розслаблення нижнього стравохідного сфінктера, неповну його релаксацію.

## Лікування
Охоплює наступні етапи:
- Дієта.

Для запобігання симптомам захворювання рекомендується регулярне дробове харчування (не рідше 4-6 разів на день), і, по можливості, вживання рідкої або кашкоподібної їжі. З харчового раціону слід виключити занадто холодну або дуже гарячу їжу, газовані напої, кислі соки, грубу клітковину (капуста, яблука і т. ін.).
- Медикаментозне лікування.

Комплексне лікування повинно бути спрямоване на усунення спазму гладкої мускулатури та відновлення нормальної перистальтики стравоходу.
Для більшості хворих необхідно призначення седативних препаратів або антидепресантів.